# Wereldbeker freestyleskiën 2022/2023
De wereldbeker freestyleskiën 2022/2023 (officieel: FIS World Cup Freestyle skiing) was een competitie voor freestyleskiërs die georganiseerd werd door de internationale skifederatie FIS. In de wereldbeker zijn zowel voor mannen als voor vrouwen zes disciplines opgenomen (halfpipe, slopestyle, ski cross, aerials, moguls en dual moguls). Voor deze disciplines werden ieder afzonderlijk medailles uitgereikt. Het seizoen begon op 21 oktober 2022 in het Zwitserse Chur en eindigde op 25 maart 2023 in het Zwitserse Silvaplana.

## Mannen

### Kalender
| Datum | Plaats               | Onderdeel   | Eerste                | Tweede                    | Derde                     |
| --- | -------------------- | ----------- | --------------------- | ------------------------- | ------------------------- |
| 21/10/2022 | Chur                 | Big air     | Birk Ruud             | Noah Porter MacLennan     | Troy Podmilsak            |
| 19/11/2022 | Stubai               | Slopestyle  | Birk Ruud             | Andri Ragettli            | Colby Stevenson           |
| 03/12/2022 | Ruka                 | Moguls      | Mikaël Kingsbury      | Ikuma Horishima           | Matt Graham               |
| 04/12/2022 | Ruka                 | Aerials     | Pirmin Werner         | Noé Roth                  | Lewis Irving              |
| 08/12/2022 | Val Thorens          | Skicross    | Johannes Rohrweck     | Tobias Müller             | Jonas Lenherr             |
| 09/12/2022 | Val Thorens          | Skicross    | Mathias Graf          | Youri Duplessis Kergomard | Marc Bischofberger        |
| 10/12/2022 | Idre Fjäll           | Moguls      | Nick Page             | Mikaël Kingsbury          | Walter Wallberg           |
| 11/12/2022 | Idre Fjäll           | Dual Moguls | Mikaël Kingsbury      | Filip Gravenfors          | Nick Page                 |
| 12/12/2022 | Arosa                | Skicross    | Terence Tchiknavorian | Reece Howden              | David Mobärg              |
| 16/12/2022 | Alpe d'Huez          | Moguls      | Ikuma Horishima       | Mikaël Kingsbury          | Cole McDonald             |
| 17/12/2022 | Alpe d'Huez          | Dual Moguls | Ikuma Horishima       | Benjamin Cavet            | Walter Wallberg           |
| 16/12/2022 | Copper Mountain      | Big air     | Birk Ruud             | Timothé Sivignon          | Sebastian Schjerve        |
| 17/12/2022 | Copper Mountain      | Halfpipe    | Birk Irving           | Brendan MacKay            | Noah Bowman               |
| 21/12/2022 | Innichen             | Skicross    | Mathias Graf          | Reece Howden              | Brady Leman               |
| 22/12/2022 | Innichen             | Skicross    | Reece Howden          | Ryo Sugai                 | Niklas Bachsleitner       |
| 14/01/2023 | Font-Romeu           | Slopestyle  | Afgelast              | Afgelast                  | Afgelast                  |
| 20/01/2023 | Calgary              | Halfpipe    | Jon Sallinen          | Brendan MacKay            | Simon d'Artois            |
| 22/01/2023 | Calgary              | Halfpipe    | Alex Ferreira         | Birk Irving               | Noah Bowman               |
| 21/01/2023 | Idre Fjäll           | Skicross    | David Mobärg          | Reece Howden              | Erik Mobärg               |
| 22/01/2023 | Idre Fjäll           | Skicross    | Reece Howden          | Erik Mobärg               | Tobias Müller             |
| 21/01/2023 | Le Relais            | Aerials     | Quinn Dehlinger       | Noé Roth                  | Dmytro Kotovskij          |
| 22/01/2023 | Le Relais            | Aerials     | Noé Roth              | Dmytro Kotovskij          | Christopher Lillis        |
| 22/01/2023 | Laax                 | Slopestyle  | Andri Ragettli        | Alexander Hall            | Birk Ruud                 |
| 27/01/2023 | Val Saint-Côme       | Moguls      | Mikaël Kingsbury      | Walter Wallberg           | Ikuma Horishima           |
| 28/01/2023 | Val Saint-Côme       | Moguls      | Walter Wallberg       | Mikaël Kingsbury          | Filip Gravenfors          |
| 02/02/2023 | Deer Valley          | Moguls      | Matt Graham           | Mikaël Kingsbury          | Benjamin Cavet            |
| 03/02/2023 | Deer Valley          | Aerials     | Dmytro Kotovskij      | Li Tianma                 | Chen Shuo                 |
| 04/02/2023 | Deer Valley          | Dual Moguls | Mikaël Kingsbury      | Matt Graham               | Walter Wallberg           |
| 03/02/2023 | Mammoth Mountain     | Halfpipe    | Birk Irving           | Brendan MacKay            | David Wise                |
| 04/02/2023 | Mammoth Mountain     | Slopestyle  | Birk Ruud             | Sebastian Schjerve        | Andri Ragettli            |
| 11/02/2023 | Chiesa in Valmalenco | Dual Moguls | Ikuma Horishima       | Mikaël Kingsbury          | Julien Viel               |
| 16/02/2023 | Reiteralm            | Skicross    | David Mobärg          | Youri Duplessis Kergomard | Bastien Midol             |
| 17/02/2023 | Reiteralm            | Skicross    | Jonas Lenherr         | Oliver Davies             | Tyler Wallasch            |
| 19 februari tot en met 5 maart 2023: Wereldkampioenschappen freestyleskiën 2023 in Bakoeriani (telt niet mee voor wereldbeker) |                      |             |                       |                           |                           |
| 04/03/2023 | Oberwiesenthal       | Skicross    | Afgelast              | Afgelast                  | Afgelast                  |
| 05/03/2023 | Oberwiesenthal       | Skicross    | Afgelast              | Afgelast                  | Afgelast                  |
| 05/03/2023 | Engadin              | Aerials     | Dmytro Kotovskij      | Noé Roth                  | Christopher Lillis        |
| 11/03/2023 | Secret Garden        | Halfpipe    | Afgelast              | Afgelast                  | Afgelast                  |
| 12/03/2023 | Veysonnaz            | Skicross    | David Mobärg          | Ryo Sugai                 | Reece Howden              |
| 17/03/2023 | Craigleith           | Skicross    | Reece Howden          | Florian Wilmsmann         | Youri Duplessis Kergomard |
| 18/03/2023 | Craigleith           | Skicross    | Brady Leman           | Youri Duplessis Kergomard | Joos Berry                |
| 17/03/2023 | Almaty               | Moguls      | Mikaël Kingsbury      | Pavel Kolmakov            | Matt Graham               |
| 18/03/2023 | Almaty               | Dual Moguls | Mikaël Kingsbury      | Walter Wallberg           | Matt Graham               |
| 19/03/2023 | Almaty               | Aerials     | Pirmin Werner         | Noé Roth                  | Émile Nadeau              |
| 18/03/2023 | Tignes               | Slopestyle  | Birk Ruud             | Jesper Tjäder             | Andri Ragettli            |
| 25/03/2023 | Silvaplana           | Slopestyle  | Jesper Tjäder         | Evan McEachran            | Birk Ruud                 |

### Eindstanden
| Moguls+Dual Moguls | Moguls+Dual Moguls | Moguls+Dual Moguls | Moguls+Dual Moguls |
| #                  | Naam               | Land               | Punten             |
| ------------------ | ------------------ | ------------------ | ------------------ |
| 1                  | Mikaël Kingsbury   | CAN                | 1002               |
| 2                  | Ikuma Horishima    | JPN                | 660                |
| 3                  | Walter Wallberg    | SWE                | 607                |
| 4                  | Matt Graham        | AUS                | 592                |
| 5                  | Nick Page          | USA                | 434                |
| 6                  | Benjamin Cavet     | FRA                | 399                |
| 7                  | Filip Gravenfors   | SWE                | 372                |
| 8                  | Cole MacDonald     | USA                | 356                |
| 9                  | Dylan Walczyk      | USA                | 315                |
| 10                 | Pavel Kolmakov     | KAZ                | 313                |

| Park&Pipe | Park&Pipe          | Park&Pipe | Park&Pipe |
| #         | Naam               | Land      | Punten    |
| --------- | ------------------ | --------- | --------- |
| 1         | Birk Ruud          | NOR       | 560       |
| 2         | Andri Ragettli     | SUI       | 365       |
| 3         | Birk Irving        | USA       | 320       |
| 4         | Jesper Tjäder      | SWE       | 310       |
| 5         | Brendan Mackay     | CAN       | 272       |
| 6         | Sebastian Schjerve | NOR       | 259       |
| 7         | Alexander Hall     | USA       | 230       |
| 8         | Alex Ferreira      | USA       | 200       |
| 9         | Jon Sallinen       | FIN       | 181       |
| 10        | David Wise         | USA       | 170       |

| Big air | Big air               | Big air | Big air |
| #       | Naam                  | Land    | Punten  |
| ------- | --------------------- | ------- | ------- |
| 1       | Birk Ruud             | NOR     | 200     |
| 2       | Troy Podmilsak        | USA     | 100     |
| 3       | Noah Porter MacLennan | CAN     | 96      |
| 4       | Sebastian Schjerve    | NOR     | 84      |
| 5       | Timothé Sivignon      | FRA     | 80      |
| 6       | Lukas Müllauer        | AUT     | 76      |
| 7       | Andri Ragettli        | SUI     | 65      |
| 8       | Jesper Tjäder         | SWE     | 65      |
| 9       | Hugo Burvall          | SWE     | 49      |
| 10      | Hunter Henderson      | USA     | 45      |

| Moguls | Moguls           | Moguls | Moguls |
| #      | Naam             | Land   | Punten |
| ------ | ---------------- | ------ | ------ |
| 1      | Mikaël Kingsbury | CAN    | 540    |
| 2      | Matt Graham      | AUS    | 336    |
| 3      | Ikuma Horishima  | JPN    | 329    |
| 4      | Nick Page        | USA    | 292    |
| 5      | Walter Wallberg  | SWE    | 233    |
| 6      | Benjamin Cavet   | FRA    | 221    |
| 7      | Cole MacDonald   | USA    | 184    |
| 8      | Kosuke Sugimoto  | JPN    | 170    |
| 9      | Pavel Kolmakov   | KAZ    | 151    |
| 10     | Dylan Walczyk    | USA    | 147    |

| Halfpipe | Halfpipe             | Halfpipe | Halfpipe |
| #        | Naam                 | Land     | Punten   |
| -------- | -------------------- | -------- | -------- |
| 1        | Birk Irving          | USA      | 320      |
| 2        | Brendan Mackay       | CAN      | 272      |
| 3        | Alex Ferreira        | USA      | 200      |
| 4        | Jon Sallinen         | FIN      | 181      |
| 5        | David Wise           | USA      | 170      |
| 6        | Simon d'Artois       | CAN      | 168      |
| 7        | Noah Bowman          | CAN      | 152      |
| 8        | Finley Melville Ives | NZL      | 114      |
| 9        | Tristan Feinberg     | USA      | 112      |
| 10       | Hunter Hess          | USA      | 107      |

| Skicross | Skicross                  | Skicross | Skicross |
| #        | Naam                      | Land     | Punten   |
| -------- | ------------------------- | -------- | -------- |
| 1        | Reece Howden              | CAN      | 725      |
| 2        | David Mobärg              | SWE      | 574      |
| 3        | Florian Wilmsmann         | GER      | 508      |
| 4        | Youri Duplessis Kergomard | FRA      | 430      |
| 5        | Brady Leman               | CAN      | 354      |
| 6        | Ryo Sugai                 | JPN      | 346      |
| 7        | Mathias Graf              | AUT      | 339      |
| 8        | Tobias Müller             | GER      | 325      |
| 9        | Jonas Lenherr             | SUI      | 309      |
| 10       | Terence Tchiknavorian     | FRA      | 303      |

| Dual Moguls | Dual Moguls         | Dual Moguls | Dual Moguls |
| #           | Naam                | Land        | Punten      |
| ----------- | ------------------- | ----------- | ----------- |
| 1           | Mikaël Kingsbury    | CAN         | 462         |
| 2           | Walter Wallberg     | SWE         | 374         |
| 3           | Ikuma Horishima     | JPN         | 331         |
| 4           | Filip Gravenfors    | SWE         | 265         |
| 5           | Matt Graham         | AUS         | 256         |
| 6           | Benjamin Cavet      | FRA         | 178         |
| 7           | Cole MacDonald      | USA         | 172         |
| 8           | Dylan Walczyk       | USA         | 168         |
| 9           | Pavel Kolmakov      | KAZ         | 162         |
| 10          | Elliot Vaillancourt | CAN         | 154         |

| Slopestyle | Slopestyle         | Slopestyle | Slopestyle |
| #          | Naam               | Land       | Punten     |
| ---------- | ------------------ | ---------- | ---------- |
| 1          | Birk Ruud          | NOR        | 360        |
| 2          | Andri Ragettli     | SUI        | 300        |
| 3          | Jesper Tjäder      | SWE        | 245        |
| 4          | Alexander Hall     | USA        | 201        |
| 5          | Sebastian Schjerve | NOR        | 175        |
| 6          | Evan McEachran     | CAN        | 159        |
| 7          | Colby Stevenson    | USA        | 142        |
| 8          | Max Moffatt        | CAN        | 141        |
| 9          | Konnor Ralph       | USA        | 137        |
| 10         | Mac Forehand       | USA        | 112        |

| Aerials | Aerials            | Aerials | Aerials |
| #       | Naam               | Land    | Punten  |
| ------- | ------------------ | ------- | ------- |
| 1       | Noé Roth           | SUI     | 429     |
| 2       | Dmytro Kotovskij   | UKR     | 371     |
| 3       | Pirmin Werner      | SUI     | 302     |
| 4       | Christopher Lillis | USA     | 279     |
| 5       | Quinn Dehlinger    | USA     | 204     |
| 6       | Alexandre Duchaine | CAN     | 202     |
| 7       | Andrin Schädler    | SUI     | 201     |
| 8       | Maksym Koeznjetsov | UKR     | 169     |
| 9       | Volodymyr Koesjnir | UKR     | 158     |
| 10      | Miha Fontaine      | CAN     | 155     |

## Vrouwen

### Kalender
| Datum | Plaats               | Onderdeel   | Eerste                   | Tweede              | Derde                    |
| --- | -------------------- | ----------- | ------------------------ | ------------------- | ------------------------ |
| 21/10/2022 | Chur                 | Big air     | Tess Ledeux              | Sandra Eie          | Mathilde Gremaud         |
| 19/11/2022 | Stubai               | Slopestyle  | Johanne Killi            | Kelly Sildaru       | Grace Henderson          |
| 03/12/2022 | Ruka                 | Moguls      | Jakara Anthony           | Perrine Laffont     | Anri Kawamura            |
| 04/12/2022 | Ruka                 | Aerials     | Danielle Scott           | Marion Thénault     | Zjanbota Aldabergenova   |
| 08/12/2022 | Val Thorens          | Skicross    | Sandra Näslund           | Marielle Thompson   | Talina Gantenbein        |
| 09/12/2022 | Val Thorens          | Skicross    | Sandra Näslund           | Hannah Schmidt      | Daniela Maier            |
| 10/12/2022 | Idre Fjäll           | Moguls      | Jakara Anthony           | Anri Kawamura       | Perrine Laffont          |
| 11/12/2022 | Idre Fjäll           | Dual Moguls | Elizabeth Lemley         | Anri Kawamura       | Perrine Laffont          |
| 12/12/2022 | Arosa                | Skicross    | Sandra Näslund           | Marielle Thompson   | Daniela Maier            |
| 16/12/2022 | Alpe d'Huez          | Moguls      | Jakara Anthony           | Perrine Laffont     | Elizabeth Lemley         |
| 17/12/2022 | Alpe d'Huez          | Dual Moguls | Anri Kawamura            | Perrine Laffont     | Jakara Anthony           |
| 16/12/2022 | Copper Mountain      | Big air     | Megan Oldham             | Mathilde Gremaud    | Olivia Asselin           |
| 17/12/2022 | Copper Mountain      | Halfpipe    | Rachael Karker           | Amy Fraser          | Kelly Sildaru            |
| 21/12/2022 | Innichen             | Skicross    | Sandra Näslund           | Fanny Smith         | Marielle Thompson        |
| 22/12/2022 | Innichen             | Skicross    | Sandra Näslund           | Andrea Limbacher    | Fanny Smith              |
| 22/12/2022 | Innichen             | Skicross    | Sandra Näslund           | Andrea Limbacher    | Sonja Gigler             |
| 14/01/2023 | Font-Romeu           | Slopestyle  | Afgelast                 | Afgelast            | Afgelast                 |
| 20/01/2023 | Calgary              | Halfpipe    | Gu Ailing Eileen         | Rachael Karker      | Hanna Faulhaber          |
| 22/01/2023 | Calgary              | Halfpipe    | Gu Ailing Eileen         | Rachael Karker      | Zhang Kexin              |
| 21/01/2023 | Idre Fjäll           | Skicross    | Sandra Näslund           | Fanny Smith         | Daniela Maier            |
| 22/01/2023 | Idre Fjäll           | Skicross    | Sandra Näslund           | Katrin Ofner        | Marielle Thompson        |
| 21/01/2023 | Le Relais            | Aerials     | Marion Thénault          | Ashley Caldwell     | Anastasia Novosad        |
| 22/01/2023 | Le Relais            | Aerials     | Laura Peel               | Ashley Caldwell     | Anastasia Novosad        |
| 22/01/2023 | Laax                 | Slopestyle  | Johanne Killi            | Sarah Höfflin       | Tess Ledeux              |
| 27/01/2023 | Val Saint-Côme       | Moguls      | Anri Kawamura            | Jakara Anthony      | Jaelin Kauf              |
| 28/01/2023 | Val Saint-Côme       | Moguls      | Anri Kawamura            | Perrine Laffont     | Makayla Gerken Schofield |
| 02/02/2023 | Deer Valley          | Moguls      | Jakara Anthony           | Jaelin Kauf         | Perrine Laffont          |
| 03/02/2023 | Deer Valley          | Aerials     | Danielle Scott           | Marion Thénault     | Kong Fanyu               |
| 04/02/2023 | Deer Valley          | Dual Moguls | Perrine Laffont          | Jaelin Kauf         | Hannah Soar              |
| 03/02/2023 | Mammoth Mountain     | Halfpipe    | Zhang Kexin              | Zoe Atkin           | Rachael Karker           |
| 04/02/2023 | Mammoth Mountain     | Slopestyle  | Johanne Killi            | Kirsty Muir         | Ruby Star Andrews        |
| 11/02/2023 | Chiesa in Valmalenco | Dual Moguls | Perrine Laffont          | Elizabeth Lemley    | Anri Kawamura            |
| 16/02/2023 | Reiteralm            | Skicross    | Sandra Näslund           | Marielle Thompson   | Daniela Maier            |
| 17/02/2023 | Reiteralm            | Skicross    | Sandra Näslund           | Sonja Gigler        | Jole Galli               |
| 19 februari tot en met 5 maart 2023: Wereldkampioenschappen freestyleskiën 2023 in Bakoeriani (telt niet mee voor wereldbeker) |                      |             |                          |                     |                          |
| 04/03/2023 | Oberwiesenthal       | Skicross    | Afgelast                 | Afgelast            | Afgelast                 |
| 05/03/2023 | Oberwiesenthal       | Skicross    | Afgelast                 | Afgelast            | Afgelast                 |
| 05/03/2023 | Engadin              | Aerials     | Danielle Scott           | Laura Peel          | Kong Fanyu               |
| 11/03/2023 | Secret Garden        | Halfpipe    | Afgelast                 | Afgelast            | Afgelast                 |
| 12/03/2023 | Veysonnaz            | Skicross    | Fanny Smith              | Jade Grillet Aubert | Tiana Gairns             |
| 17/03/2023 | Craigleith           | Skicross    | Fanny Smith              | Courtney Hoffos     | Marielle Thompson        |
| 18/03/2023 | Craigleith           | Skicross    | Marielle Berger Sabbatel | Marielle Thompson   | Brittany Phelan          |
| 17/03/2023 | Almaty               | Moguls      | Perrine Laffont          | Jaelin Kauf         | Tess Johnson             |
| 18/03/2023 | Almaty               | Dual Moguls | Perrine Laffont          | Jaelin Kauf         | Olivia Giaccio           |
| 19/03/2023 | Almaty               | Aerials     | Laura Peel               | Laura Peel          | Marion Thénault          |
| 18/03/2023 | Tignes               | Slopestyle  | Mathilde Gremaud         | Johanne Killi       | Megan Oldham             |
| 25/03/2023 | Silvaplana           | Slopestyle  | Tess Ledeux              | Sarah Höfflin       | Johanne Killi            |

### Eindstanden
| Moguls+Dual Moguls | Moguls+Dual Moguls       | Moguls+Dual Moguls | Moguls+Dual Moguls |
| #                  | Naam                     | Land               | Punten             |
| ------------------ | ------------------------ | ------------------ | ------------------ |
| 1                  | Perrine Laffont          | FRA                | 950                |
| 2                  | Jakara Anthony           | AUS                | 709                |
| 3                  | Anri Kawamura            | JPN                | 673                |
| 4                  | Jaelin Kauf              | USA                | 653                |
| 5                  | Elizabeth Lemley         | USA                | 470                |
| 6                  | Rino Yanagimoto          | JPN                | 450                |
| 7                  | Olivia Giaccio           | USA                | 444                |
| 8                  | Avital Carroll           | AUT                | 333                |
| 9                  | Makayla Gerken Schofield | GBR                | 304                |
| 10                 | Hannah Soar              | USA                | 295                |

| Park&Pipe | Park&Pipe        | Park&Pipe | Park&Pipe |
| #         | Naam             | Land      | Punten    |
| --------- | ---------------- | --------- | --------- |
| 1         | Johanne Killi    | NOR       | 440       |
| 2         | Tess Ledeux      | FRA       | 345       |
| 3         | Sarah Höfflin    | SUI       | 340       |
| 4         | Mathilde Gremaud | SUI       | 337       |
| 5         | Rachael Karker   | CAN       | 320       |
| 6         | Megan Oldham     | CAN       | 319       |
| 7         | Sandra Eie       | NOR       | 270       |
| 8         | Kirsty Muir      | GBR       | 241       |
| 9         | Amy Fraser       | CAN       | 216       |
| 10        | Zhang Kexin      | CHN       | 205       |

| Big air | Big air              | Big air | Big air |
| #       | Naam                 | Land    | Punten  |
| ------- | -------------------- | ------- | ------- |
| 1       | Tess Ledeux          | FRA     | 140     |
| 2       | Mathilde Gremaud     | SUI     | 140     |
| 3       | Megan Oldham         | CAN     | 132     |
| 4       | Sandra Eie           | NOR     | 112     |
| 5       | Olivia Asselin       | CAN     | 110     |
| 6       | Kirsty Muir          | GBR     | 81      |
| 7       | Lara Wolf            | AUT     | 74      |
| 8       | Anni Karava          | FIN     | 51      |
| 9       | Sarah Höfflin        | SUI     | 50      |
| 10      | Alia Delia Eichinger | GER     | 50      |

| Moguls | Moguls                   | Moguls | Moguls |
| #      | Naam                     | Land   | Punten |
| ------ | ------------------------ | ------ | ------ |
| 1      | Jakara Anthony           | AUS    | 480    |
| 2      | Perrine Laffont          | FRA    | 430    |
| 3      | Jaelin Kauf              | USA    | 341    |
| 4      | Anri Kawamura            | JPN    | 293    |
| 5      | Rino Yanagimoto          | JPN    | 223    |
| 6      | Elizabeth Lemley         | USA    | 190    |
| 7      | Olivia Giaccio           | USA    | 186    |
| 8      | Makayla Gerken Schofield | GBR    | 172    |
| 9      | Avital Carroll           | AUT    | 166    |
| 10     | Hinako Tomitaka          | JPN    | 165    |

| Halfpipe | Halfpipe         | Halfpipe | Halfpipe |
| #        | Naam             | Land     | Punten   |
| -------- | ---------------- | -------- | -------- |
| 1        | Rachael Karker   | CAN      | 320      |
| 2        | Amy Fraser       | CAN      | 216      |
| 3        | Zhang Kexin      | CHN      | 205      |
| 4        | Gu Ailing Eileen | CHN      | 200      |
| 5        | Hanna Faulhaber  | USA      | 195      |
| 6        | Dillan Glennie   | CAN      | 161      |
| 7        | Svea Irving      | USA      | 157      |
| 8        | Kim Da-eun       | KOR      | 120      |
| 9        | Riley Jacobs     | USA      | 114      |
| 10       | Sabrina Cakmakli | GER      | 82       |

| Skicross | Skicross                 | Skicross | Skicross |
| #        | Naam                     | Land     | Punten   |
| -------- | ------------------------ | -------- | -------- |
| 1        | Sandra Näslund           | SWE      | 900      |
| 2        | Fanny Smith              | SUI      | 691      |
| 3        | Marielle Thompson        | CAN      | 664      |
| 4        | Katrin Ofner             | AUT      | 440      |
| 5        | Hannah Schmidt           | CAN      | 412      |
| 6        | Marielle Berger Sabbatel | FRA      | 404      |
| 7        | Daniela Maier            | GER      | 387      |
| 8        | Talina Gantenbein        | SUI      | 382      |
| 9        | Jole Galli               | ITA      | 378      |
| 10       | Tiana Gairns             | CAN      | 371      |

| Dual Moguls | Dual Moguls      | Dual Moguls | Dual Moguls |
| #           | Naam             | Land        | Punten      |
| ----------- | ---------------- | ----------- | ----------- |
| 1           | Perrine Laffont  | FRA         | 520         |
| 2           | Anri Kawamura    | JPN         | 380         |
| 3           | Jaelin Kauf      | USA         | 312         |
| 4           | Elizabeth Lemley | USA         | 280         |
| 5           | Olivia Giaccio   | USA         | 258         |
| 6           | Jakara Anthony   | AUS         | 229         |
| 7           | Rino Yanagimoto  | JPN         | 227         |
| 8           | Avital Carroll   | AUT         | 167         |
| 9           | Hannah Soar      | USA         | 148         |
| 10          | Alli Macuga      | USA         | 138         |

| Slopestyle | Slopestyle        | Slopestyle | Slopestyle |
| #          | Naam              | Land       | Punten     |
| ---------- | ----------------- | ---------- | ---------- |
| 1          | Johanne Killi     | NOR        | 380        |
| 2          | Sarah Höfflin     | SUI        | 250        |
| 3          | Tess Ledeux       | FRA        | 205        |
| 4          | Mathilde Gremaud  | SUI        | 197        |
| 5          | Megan Oldham      | CAN        | 187        |
| 6          | Kirsty Muir       | GBR        | 160        |
| 7          | Sandra Eie        | NOR        | 158        |
| 8          | Ruby Star Andrews | NZL        | 140        |
| 9          | Grace Henderson   | USA        | 137        |
| 10         | Giulia Tanno      | SUI        | 130        |

| Aerials | Aerials                | Aerials | Aerials |
| #       | Naam                   | Land    | Punten  |
| ------- | ---------------------- | ------- | ------- |
| 1       | Danielle Scott         | AUS     | 462     |
| 2       | Laura Peel             | AUS     | 362     |
| 3       | Marion Thénault        | CAN     | 350     |
| 4       | Kaila Kuhn             | USA     | 254     |
| 5       | Winter Vinecki         | USA     | 233     |
| 6       | Emma Weiss             | GER     | 223     |
| 7       | Anastasia Novosad      | UKR     | 222     |
| 8       | Ashley Caldwell        | USA     | 176     |
| 9       | Olga Poljoek           | UKR     | 149     |
| 10      | Zjanbota Aldabergenova | KAZ     | 145     |